# イム
イム（imu）は、文化依存症候群のうち、アイヌ社会にのみ見られる精神障害の一つとして名づけられた名称。

## 特徴･症状
中年以上の女性に多く見られるものとされる。物事に驚いたとき意識を失う、自分の意思とは無関係に、相手の命ずるままの行動をとるか、若しくは言行と全く逆をするといった症状が主である。鵡川村で旧土人学校の教師をしていた武隈徳三郎によれば、「この子は憎い」と言われれば、その子の頭をなでながら「かわいい子」と言い、逆に「かわいい」と言われれば「こいつは憎い」と罵り、最悪の場合は暴力を振るう事もある 。他にも、「トッコニ」（マムシ）という語を耳にしたり、蛇の玩具を見ると、しばらくの間、錯乱状態になって襲いかかってきたり、一目散に逃げ出したりする、他人の言葉や動作をそのまま真似るという反響症状が著明になったり、与えられたままの姿勢をいつまでも保ち続ける強硬症状を顕著に示す場合もある。

## 研究
明治20年代から、アイヌ民族に見られる「イム」「イムバッコ　Imu-bakko」が学者たちの関心を引くようになる。1888年（明治21年）の夏に北海道旅行をした小金井良精はその時の日記に「イム」の名と、発作の原因が蛇であると書き残している。関場不二彦はイムを「トッコニバッコ　Tokkoni-bakko」と同一視し、さらに「阿波、土佐、長門の犬神、讃岐の猿神、伊予の蛇神や猫神、狐憑き」とも同じようなもので疾病と見なすべきではなく、恐怖心が原因で起こる異常行動であると推測した。イムを神経病学者として最初に採りあげて研究したのは榊保三郎であり、「イムバツコ（アイヌ人における一種の官能神経病）に就て」（明治34年）という論文がある。後年にイムについて詳細な研究を残した北海道帝国大学の内村祐之は、ジャワの民族神経病である「ラタ　Latah」との比較を試みている。。
女性特有のヒステリーの一種で、女性は男性に服従していて反抗心を持っている場合が多い事から、これがイムとなって顕れるのでは、と考えられることもある。